# 內森城 (密歇根州)
內森城（英語：Nessen City）是位於美國密歇根州本西縣的一個普查規定居民點。

## 人口
根據2020年美國人口普查的數據，內森城的面積為3.14平方千米，當中陸地面積為3.14平方千米，而水域面積為0.00平方千米。當地共有人口81人，而人口密度為每平方千米25.8人。